# 2100 Ra-Shalom
2100 Ra-Shalom este un asteroid din grupul Aten, descoperit pe 10 septembrie 1978 de Eleanor Helin.